# Y aura-t-il de la neige à Noël ?
Y aura-t-il de la neige à Noël ? je francouzský hraný film, který v roce 1996 režírovala Sandrine Veysset. Film popisuje život na venkově velké smíšené rodiny na farmě u Avignonu. Snímek měl světovou premiéru na Mezinárodním filmovém festivalu v Torontu dne 9. září 1996.

## Děj
Rodinu žijící v chudých podmínkách na venkově tvoří muž, který se oženil jinde a každý večer se tam vrací a žena, která s ním má sedm dětí. 
Jejich děti musí pomáhat s namáhavou prací a některé se také musí skrývat před sousedy, protože pocházejí z nelegitimního vztahu. Když se matka dozví, že její partner chtěl tajně sexuálně zneužít nejstarší dceru, pohádají se. I přes nejistou finanční situaci se matce podaří uspořádat pro děti vánoční oslavu s dárky. Na Štědrý den poprvé v roce napadne sníh, na který děti čekaly.

## Obsazení
| Dominique Reymond   | matka    |
| Daniel Duval        | otec     |
| Jessica Martínez    | Jeanne   |
| Alexandre Roger     | Bruno    |
| Xavier Colonna      | Pierrot  |
| Fanny Rochetin      | Marie    |
| Flavie Chimènes     | Blandine |
| Jérémy Chaix        | Paul     |
| Guillaume Mathonnet | Remi     |
| Eric Huyard         | Yvon     |
| Loys Cappatti       | Bernard  |

## Ocenění
- Cena Louise Delluca: nejlepší film
- César: nejlepší filmový debut
- Union de la presse cinématographique belge: Grand Prix